# Selkäsaari (ö i Birkaland, Övre Birkaland, lat 62,23, long 23,52)
Selkäsaari är en ö i Finland. Den ligger i sjön Vaskuunjärvi och i kommunen Virdois i den ekonomiska regionen  Övre Birkalands ekonomiska region  och landskapet Birkaland, i den sydvästra delen av landet, 240 km norr om huvudstaden Helsingfors. Öns area är 0,3 hektar och dess största längd är 100 meter i nord-sydlig riktning.